# Leidenfrost Gyula
Leidenfrost Gyula (Debrecen, 1885. június 24.  – Budapest, 1967. augusztus 18.) magyar tengerkutató, halbiológus, ismeretterjesztő író.

## Élete
Apja Leidenfrost Ármin (1858–1922) elmagyarosodott debreceni kereskedő, anyja Gacsári Erzsébet protestáns családból származott. Nagyapja Leidenfrost Gyula (1821–1882) ügyvéd, Debrecen város tanácsosa, gazdasági író, apai nagybátyja Déri Gyula író, újságíró volt. Testvére Leidenfrost Sándor (1888-1961) ipari formatervező és illusztrátor volt.
A Magyar Királyi Állatorvosi Főiskolán szerzett magántanári végzettséget halbiológiából. Az 1911-ben alapított Magyar Adria Egyesület aktív tagja és alelnöke. A magyar kormány által Fiuméban alapított Magyar Tengerkutató Intézet igazgatója. Fontos szerepet játszott az I. és a II. Magyar Adriakutató Expedíció megszervezésében. A tengerbiológiai kutatásokhoz szükséges mintavételt és megfigyeléseket az SMS Najade gőzhajó segítségével végezték. Az expedíciók történetét és az ott folyó munkáját Leidenfrost Kék Adria és Keserű tenger könyvei mutatták be. 
A Magyarországi Tanácsköztársaság alatt a Természettudományi Múzeumok és Társulatok Direktóriumának elnöke. Az 1920-as évektől emiatt egy darabig nélkülözték, mint tengerkutatót és kizárták a tudományos életből is. A trianoni békeszerződés után, azonban befejeződtek a magyar adriai-tengeri kutatások is. A szakterületet kutatók ezután már a Magyarországon fellelhető tengeri kövületek (Pannon-tenger) vizsgálatával foglalkoztak. 
1929-től a budapesti polgári iskolák tanfelügyelőjeként dolgozott. A Magyar Hajózási Szövetség elnökének is megválasztották és ifj. Lóczy Lajos megbízásából feldolgozta a Földtani Intézet halmaradványait. 
Első házastársával, Fogler Mária tanárnővel, 1923. augusztus 25-én Budapest II. kerületében kötött házasságot. Második felesége Iványi Jolán volt, akit 1960-ban Kispesten vett nőül.

## Művei
- A Magyarországi fosszilis siluridákról (1916)
- Kalandozások a tengeren (1924)
- Házi állatsereglet (Szobamadarak, házinyúl- és galamb-tenyésztés) (192?)
- Keserű tenger (1936)
- Kék Adria (1937)